# Brahea pimo
Espèce
Statut de conservation UICN

 VU C2a : Vulnérable
Synonymes
- Acoelorrhaphe pimo (Becc.) Bartlett[1]
- Erythea pimo (Becc.) H.E.Moore[1]

Brahea pimo est une espèce de plantes de la famille des Arecaceae (palmiers) endémique du Mexique.

## Répartition et habitat
L'espèce est présente dans le sud-ouest du Mexique, dans le Guerrero, le Jalisco, le Michoacán et le Nayarit. On trouve le palmier sur les pentes des collines et le long des torrents dans les forêts tropicales et tempérées de pins et de chênes à des altitudes comprises entre 1100 et 1600 m.  